# Brettia mollis
Brettia mollis är en mossdjursart som beskrevs av Harmer 1926. Brettia mollis ingår i släktet Brettia, ordningen Cheilostomatida, klassen Gymnolaemata, fylumet mossdjur och riket djur. Inga underarter finns listade i Catalogue of Life.